# (541019) 2017 YB9
(541019) 2017 YB9 es un asteroide perteneciente al cinturón de asteroides descubierto el 19 de octubre de 2011 por el equipo del Catalina Sky Survey desde el Catalina Sky Survey, Arizona, Estados Unidos.

## Designación y nombre
Designado provisionalmente como 2017 YB9.

## Características orbitales
2017 YB9 está situado a una distancia media del Sol de 3,168 ua, pudiendo alejarse hasta 3,927 ua y acercarse hasta 2,410 ua. Su excentricidad es 0,239 y la inclinación orbital 17,55 grados. Emplea 2060,33 días en completar una órbita alrededor del Sol.

## Características físicas
La magnitud absoluta de 2017 YB9 es 15,8. 